# マック・ザ・ナイフ
「マック・ザ・ナイフ」（英語: Mack the Knife）は、ジャズのスタンダードナンバー。邦訳では「匕首マック（あいくちマック）」、「匕首マッキー（あいくちマッキー）」と呼ばれることもある。

## 概要
1928年初演の舞台『三文オペラ』の劇中歌『メッキー・メッサーのモリタート（ドイツ語: Die Moritat von Mackie Messer）』が原曲であり、作曲はクルト・ヴァイル、ドイツ語歌詞はベルトルト・ブレヒト。これをマーク・ブリッツスタインが英訳し、トロンボーン奏者のターク・マーフィーが編曲した。
ルイ・アームストロングが1955年にシングル「マック・ザ・ナイフ」を発表。1997年にグラミーの殿堂入り (Grammy Hall of Fame Award) している。
ボビー・ダーリンが1959年にシングル「マック・ザ・ナイフ」を発表し、全米第1位を9週間記録する大ヒットとなった。翌1960年には「マック・ザ・ナイフ」でグラミー賞の最優秀レコード賞を獲得している。この当時の邦題も「匕首マック」である。ボビー・ダーリンの「マック・ザ・ナイフ」も1999年にグラミーの殿堂入りしている。
1960年2月にエラ・フィッツジェラルドは西ベルリン公演で「マック・ザ・ナイフ」を歌っている。この公演を収めたアルバム『マック・ザ・ナイフ-エラ・イン・ベルリン』もまた1990年にグラミーの殿堂入りしている。
2016年にはルイ・アームストロング及びボビー・ダーリンによる「マック・ザ・ナイフ」がアメリカ議会図書館の国立録音登録簿の重要保存資料に選ばれた。
日本語歌詞は、漣健児訳詞によるものが発表されている。
日本語版カバー
匕首マック
- 美空ひばり

匕首マッキー
- 尾藤イサオ
尾藤イサオのソロデビュー曲でもある。

匕首マッキー〜Mack The Knife〜
- 堺正章とクレイジーケンバンド

NHK紅白歌合戦
マック・ザ・ナイフ
- 第10回 - 旗照夫
- 第12回 - 雪村いづみ
- 第16回 - ジャニーズ